# デジレ＝エミール・アンゲルブレシュト
デジレ＝エミール・アンゲルブレシュト（Désiré-Émile Inghelbrecht, 1880年9月17日 - 1965年2月14日）は、フランスの指揮者、作曲家。

## 経歴
1880年、パリで音楽家の両親の下に生まれた。パリ音楽院に進むが、放校処分となった。1911年、ドビュッシー《聖セバスティアンの殉教》の初演で合唱団を指揮した。1913年、シャンゼリゼ劇場の音楽監督に就任し、音楽監督時代にムソルグスキーのオペラ《ボリス・ゴドゥノフ》のフランス語初演を指揮した。1921年、ミヨー、オーリック、オネゲル、プーランク、タイユフェール（フランス6人組のデュレを除く5人）の合作バレエ《エッフェル塔の花嫁花婿》初演を指揮した。1934年、フランス国立放送管弦楽団の初代指揮者となった。
また、作曲家としても活動しており、ピアノ曲《子ども部屋》（全6巻）、《レクイエム》、バレエ音楽《イヴの変容》などの作品がある。
1965年、パリにて没。